# Квітко Валентина Олександрівна
Валентина Олександрівна Квітко (нар. 8 липня 1949, село Курячівка, тепер Старобільського району Луганської області) — українська радянська діячка, трактористка колгоспу імені Фрунзе Старобільського району Луганської області. Депутат Верховної Ради УРСР 9—10-го скликань.

## Біографія
Освіта неповна середня. У 1964—1965 роках — учениця професійно-технічного училища Луганської області. Член ВЛКСМ.
З 1965 року — трактористка колгоспу імені Фрунзе Старобільського району Луганської області.
Потім — на пенсії в селі Курячівці Старобільського району Луганської області.

## Нагороди
- ордени
- медалі